# Hertigswalde

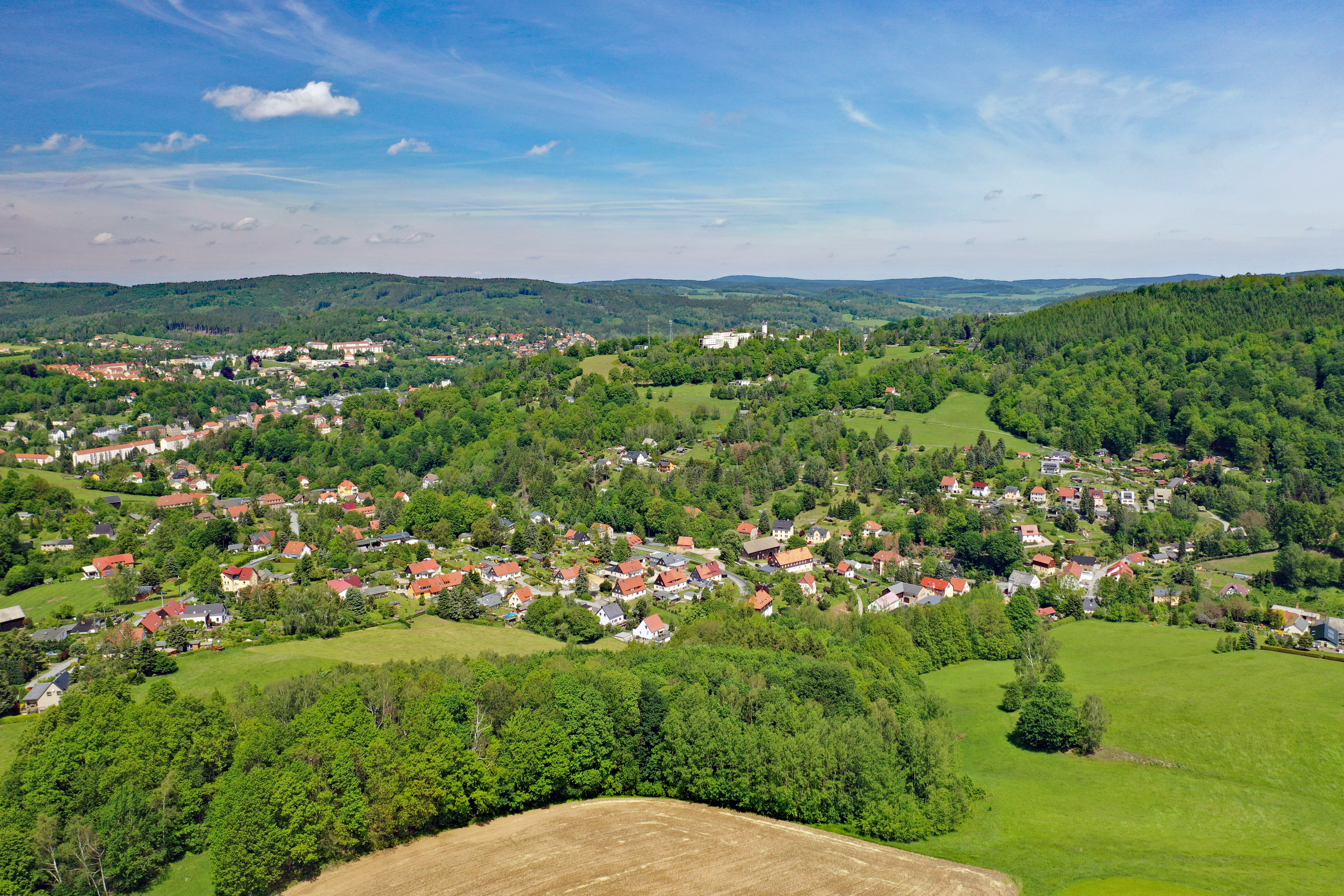
Luftbild

Hertigswalde ist ein Stadtteil der Großen Kreisstadt Sebnitz im Landkreis Sächsische Schweiz-Osterzgebirge, Sachsen. Der Ort liegt an der Grenze zu Tschechien.

## Geographie
Hertigswalde liegt im rechtselbischen Teil der Sächsischen Schweiz im Tal zu beiden Seiten des Hertigswalder Bachs, eines linken Nebenflusses der Sebnitz. Östlich des Ortes erhebt sich der Tanzplan, dessen knapp 600 Meter hoher Gipfel (Tanečnice) auf tschechischem Staatsgebiet liegt. Nördlich des Ortes liegen der 495 Meter hohe Kaiserberg und der 459 Meter hohe Buchberg, deren Hanglagen bewaldet sind. Südlich der Ortslage befindet sich eine Hochfläche mit der Lausitzer Verwerfung, die den geologischen Übergang zum Elbsandsteingebirge markiert. Entlang der dortigen Wasserscheide zwischen Sebnitz und Kirnitzsch verläuft in Ost-West-Richtung die Hohe Straße, eine alte Verbindung von Bad Schandau ins Böhmische Niederland.
Die Gemarkung Hertigswalde grenzt im Norden an Sebnitz an. Benachbart sind weiterhin dessen Ortsteile Hainersdorf im Westen, Lichtenhain im Südwesten, Ottendorf im Süden und Saupsdorf im Südosten. Östlich grenzt der Ortsteil Tomášov (Thomasdorf) der nordböhmischen Stadt Mikulášovice (Nixdorf) an.
Wichtigste Straße im Ort ist die von Lohmen über Hohnstein, Sebnitz, Hertigswalde und Saupsdorf nach Bad Schandau führende Staatsstraße 165. Von ihr zweigt unter dem Namen Ottendorfer Straße die Kreisstraße 8738 über Ottendorf ins Kirnitzschtal ab. An den ÖPNV ist Hertigswalde über die Buslinien 268 und 269 des Regionalverkehrs Sächsische Schweiz-Osterzgebirge angebunden.
In Hertigswalde befinden sich unter anderem das Sebnitzer Touristikzentrum mit Naturfreibad sowie zahlreiche Ferienhäuser und Ferienwohnungen. In der Ortsmitte steht ein altes Steinkreuz.

## Geschichte

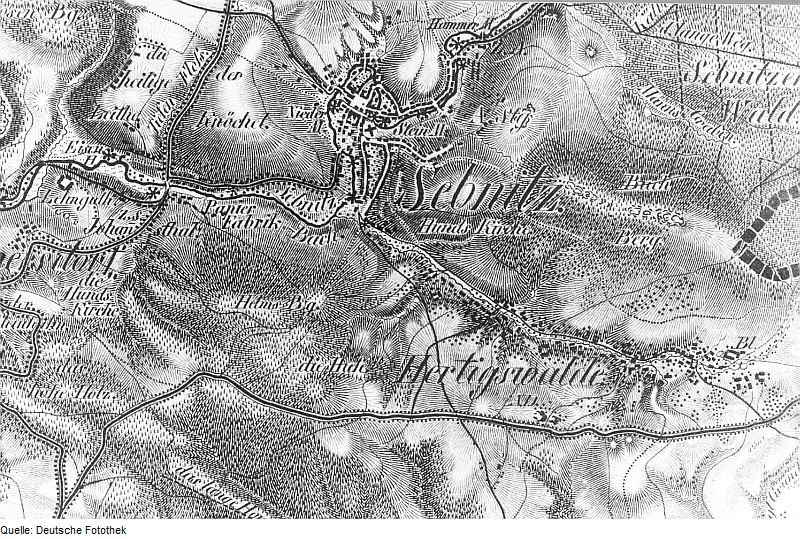
Hertigswalde in den 1820er Jahren auf einer Karte aus dem Oberreitschen Atlas

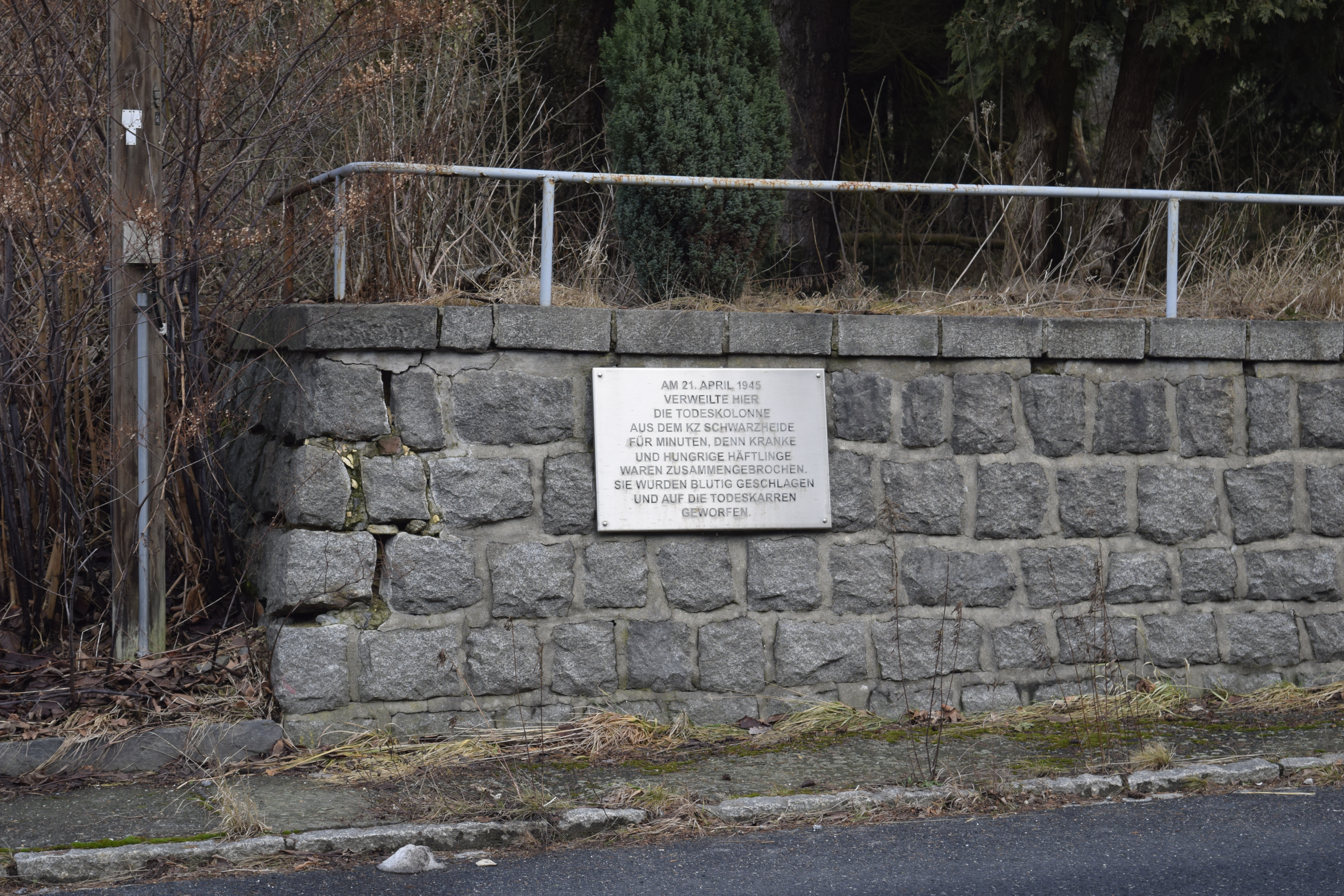
Erinnerungsschild an der ehemaligen Dorfschule und Schmiede über das Naziverbrechen Todeskolonne KZ Schwarzheide

Der Ortsname ist, genau wie die Namen der meisten Orte in der Umgebung, nicht slawischen, sondern deutschen Ursprungs. Er setzt sich aus zwei Bestandteilen zusammen, die sich von einer Variante des Vornamens „Hartwig“ bzw. von „Wald“ ableiten lassen. Erstmals erwähnt wurde das Dorf 1446 als „Hertewigisswalde“; weitere Belege aus dem 15. Jahrhundert lauten „Hertingesswalde“, „Hertigiswalde“, „Hartiswalde“ und „Hertzigißwalde“, wobei der Ortsname vorübergehend offensichtlich an „Herzog“ angelehnt war. Noch 1875 ist die Nebenform „Hertwigswalde“ bezeugt.
Hertigswalde entstand als Waldhufendorf im Zuge der Deutschen Ostsiedlung. Als Amtsdorf unterstand es mit seiner rund 12,75 Hufen großen Waldhufenflur in grundherrschaftlicher, erbgerichtlicher und verwalterischer Hinsicht vom 16. bis ins 19. Jahrhundert direkt dem Amt Hohnstein. Eingepfarrt war und ist es dagegen nach Sebnitz, dessen Gerichtsamt 1856 außerdem die Verwaltung von Hertigswalde oblag. Im Silberbusch östlich des Ortes wurde Ende des 18. Jahrhunderts Bergbau betrieben. Im Jahre 1831 eröffnete der Gasthof Hertigswalde.
Auf Grundlage der Landgemeindeordnung von 1838 erlangte Hertigswalde Selbstständigkeit als Landgemeinde. Diese war 1875 Teil der Amtshauptmannschaft Pirna, die Größe der Gemeindeflur betrug im Jahre 1900 rund 709 Hektar. Am 1. Juli 1950 wurde Hertigswalde nach Sebnitz eingemeindet, das 1952 Sitz des neuen Kreises Sebnitz wurde. Aus diesem Kreis ging 1994 durch eine Fusion zunächst der Landkreis Sächsische Schweiz und 2008 der Landkreis Sächsische Schweiz-Osterzgebirge hervor. Im Jahr 2001 beging Hertigswalde mit einem Fest den 555. Jahrestag der Ersterwähnung.

## Einwohnerentwicklung
| Jahr    | Einwohner                                |
| ------- | ---------------------------------------- |
| 1547/51 | 30 Besessene Mann, 52 Inwohner           |
| 1764    | 28 Besessene Mann, 1 Gärtner, 32 Häusler |
| 1834    | 547                                      |
| 1871    | 728                                      |
| 1890    | 906                                      |
| 1910    | 1633                                     |
| 1925    | 1736                                     |
| 1939    | 1682                                     |
| 1946    | 1994                                     |
| 2009    | 918                                      |

## Persönlichkeiten
- James Krüss (1926–1997), deutscher Dichter und Schriftsteller, lebte in seiner Jugendzeit als während des Zweiten Weltkriegs evakuierter Helgoländer in Hertigswalde.
- Albert Kunze (1877–1949) wirkte ab 1904 als freischaffender Maler in Sebnitz und Hertigswalde.
- Quentin Tarantino (* 1963), US-amerikanischer Drehbuchautor, Regisseur und Produzent, drehte im September 2008 in Hertigswalde einen Teil seines erfolgreichen Films Inglourious Basterds.